# Oncidium chapadense
Oncidium chapadense là một loài thực vật có hoa trong họ Lan. Loài này được V.P.Castro & Campacci mô tả khoa học đầu tiên năm 1992.